# Apolinar Rodríguez
Apolinar Rodríguez Díaz (Guadamur, 1950) es un sindicalista e ingeniero de caminos de Renfe retirado.

## Biografía
Nació en Guadamur, Toledo, aunque vivió su infancia en Málaga. Estudió las carreras de Ingeniería de Caminos, Derecho, Económicas y Ciencias Políticas en Madrid.
Afiliado a la central sindical española Unión General de Trabajadores (UGT) en 1976, en 1980 entró a formar parte del Comité Confederal del sindicato. Fue asimismo consejero de Renfe de 1983 a 1986, y hasta 1984 se desempeñó como director general adjunto de Planificación y Apoyo del operador ferroviario. Posteriormente llegó a ser secretario de Acción Sindical de UGT durante los años ochenta y noventa (1986-1994), por lo que estuvo implicado en la organización de la exitosa huelga general en España de 1988 (también conocida como 14-D), contra la política económica de los gobiernos socialistas. En 1989 se reunió con Yasir Arafat, como parte de unas reuniones preparatorias para la Conferencia de Paz de Madrid.
En enero de 2005, Apolinar Rodríguez fue nombrado director de Relaciones Internacionales y Relaciones con el Administrador de Infraestructuras Ferroviarias (ADIF) en la empresa estatal ferroviaria española Renfe Operadora. En 2008 compareció ante el Congreso de los Estados Unidos donde explicó la experiencia de los servicios Renfe AVE, tomando como referencia el éxito de la ruta Barcelona-Madrid. En abril de 2014, Rodríguez se desvinculó de la empresa tras acogerse a un plan de bajas después de una reestructuración interna.